# 선녀용왕

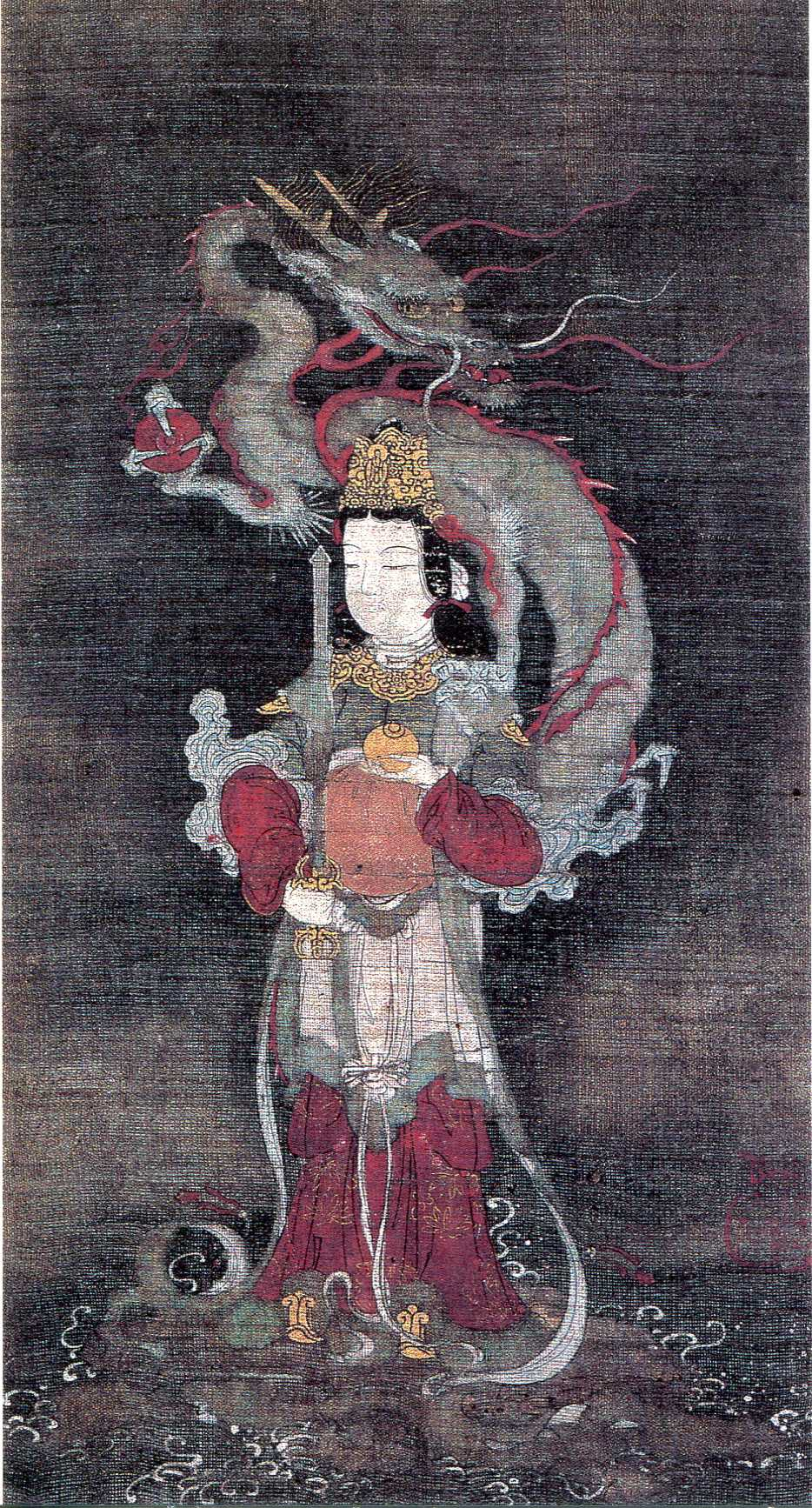
아즈치모모야마 시대의 선녀용왕상 (이시카와현 나나노 미술관 소장).

선녀용왕(일본어: 善女竜王 젠뇨류오[*])은 일본에서 기우의 대상인 용왕 중 일존이다. 『법화경』 제5권 「제바달타품」에 나오는, 8세 때 불도를 깨우쳐 남자로 변해 부처가 된 사가라용왕의 셋째딸이 그 원형이다.

文殊師利言 有 娑竭羅龍王女 年始八歲 智慧利根 善知衆生 諸根行業 得陀羅尼 諸仏所説 甚深秘蔵 悉能受持 深入禅定 了達諸法 於刹那頃 発菩提心 得不退転 弁才無礙 慈念衆生 猶如赤子 功徳具足 心念口演 微妙広大 慈悲仁譲 志意和雅 能至菩提
문수사리언 유 사갈라용왕녀 년시팔세 지혜리근 선지중생 제근행업 득타라니 제불소설 심심비장 실능수지 심입선정 료달제법 어찰나경 발보제심 득부퇴전 변재무애 자념중생 유여적자 공덕구족 심념구연 미묘광대 자비인양 지의화아 능지보리
(중략)
龍女忽然之閒 變成男子 具菩薩行 卽往南方 無垢世界 坐寶蓮華 成等正覺 三十二相 八十種好 普爲十方 一切衆生 演說妙法
용녀홀연지한 변성남자 구보살행 즉왕남방 무구세계 좌보련화 성등정각 삼십이상 팔십종호 보위십방 일체중셍 연설묘법

원래 불경에서는 여자와 짐승의 해탈을 부정하기 때문에 이 대목은 『법화경』의 평등사상으로 자주 거론된다.
교토시의 신천원, 와카야마현의 금강봉사 등지에서 진수사를 세워 선녀용왕을 진수신으로 모신다. 교토시 제호사에 진수신으로 모셔진 청롱권현과 동일시되기도 한다. 또한 사가라용왕의 3왕녀라고 하는 음양도의 방위신 세덕신과도 관계가 깊다. 소민장래 전설에서는 우두천왕이 용궁에 갔다가 사가라용왕의 딸 파리처녀를 아내로 얻었다는 이야기도 있다. 중세 이후로 우두천왕과 스사노오와 음양도의 방위신이 습합・동일시되면서 결과적으로 우두천왕의 왕비인 파리처녀 = 음양도의 세덕신 = 신도의 쿠시나다 히메라는 동일시가 이루어졌다(이설도 있다). 신천원에서는 선녀용왕사 바로 옆의 혜방사(恵方社)에서 세덕신을 모시고 있다.

## 같이 보기
- 나가